# Bruno Prada
Bruno Prada (São Paulo, 31 de julio de 1971) es un deportista brasileño que compitió en vela en la clase Star.
Participó en dos Juegos Olímpicos de Verano en los años 2008 y 2012, obteniendo dos medallas, plata en Pekín 2008 y bronce en Londres 2012. Ganó ocho medallas en el Campeonato Mundial de Star entre los años 2006 y 2019, y seis medallas en el Campeonato Europeo de Star entre los años 2006 y 2018.

## Palmarés internacional
| Juegos Olímpicos   | Juegos Olímpicos               | Juegos Olímpicos  | Juegos Olímpicos |
| Año                | Lugar                          | Medalla           | Clase            |
| ------------------ | ------------------------------ | ----------------- | ---------------- |
| 2008               | Pekín (China)                  | Medalla de plata  | Star             |
| 2012               | Londres (Reino Unido)          | Medalla de bronce | Star             |
| Campeonato Mundial |                                |                   |                  |
| Año                | Lugar                          | Medalla           | Clase            |
| 2006               | San Francisco (Estados Unidos) | Medalla de plata  | Star             |
| 2007               | Cascaes (Portugal)             | Medalla de oro    | Star             |
| 2008               | Miami (Estados Unidos)         | Medalla de bronce | Star             |
| 2011               | Perth (Australia)              | Medalla de oro    | Star             |
| 2012               | Hyères (Francia)               | Medalla de oro    | Star             |
| 2014               | Malcesine (Italia)             | Medalla de bronce | Star             |
| 2016               | Miami (Estados Unidos)         | Medalla de oro    | Star             |
| 2019               | Porto Cervo (Italia)           | Medalla de oro    | Star             |
| Campeonato Europeo |                                |                   |                  |
| Año                | Lugar                          | Medalla           | Clase            |
| 2006               | Hamburgo (Alemania)            | Medalla de plata  | Star             |
| 2009               | Kiel (Alemania)                | Medalla de oro    | Star             |
| 2015               | Gaeta (Italia)                 | Medalla de plata  | Star             |
| 2016               | Warnemünde (Alemania)          | Medalla de plata  | Star             |
| 2017               | San Remo (Italia)              | Medalla de bronce | Star             |
| 2018               | Flensburgo (Alemania)          | Medalla de oro    | Star             |

1. ↑  En algunas ediciones del Campeonato Europeo se permitió la participación de regatistas de otros continentes.